# Hotel Marqués de Riscal
L'Hotel Marqués de Riscal, chiamato anche Hotel Marqués de Riscal Vineyard, è un edificio che ospita un albergo situato a Elciego, in Spagna.
Progettato da Frank Gehry e costruito dalla società di costruzioni Ferrovial, esteticamente e strutturalmente l'hotel è stato realizzato usando lo stesso stile e metodologia del Guggenheim Museum Bilbao.